# Đội tuyển bóng đá nữ quốc gia Pháp
Đội tuyển bóng đá nữ quốc gia Pháp (tiếng Pháp: Équipe de France féminine de football) đại diện cho Pháp tham gia các hoạt động bóng đá nữ quốc tế, được quản lý bởi Liên đoàn bóng đá Pháp (FFF). Pháp thi đấu với tư cách là thành viên của UEFA tại nhiều giải đấu bóng đá quốc tế như Giải vô địch bóng đá nữ thế giới, Giải vô địch bóng đá nữ châu Âu, Thế vận hội mùa hè.
Đội tuyển nữ Pháp đã không thể tham dự ba kỳ World Cup nữ đầu tiên và sáu kỳ Euro nữ liên tiếp trước khi có mặt tại giải đấu năm 1997. Tuy nhiên, kể từ đầu thế kỷ 21, Pháp đã trở thành một trong những đội tuyển ổn định nhất tại châu Âu khi có lần đầu tiên góp mặt ở World Cup nữ vào năm 2003 và liên tục tham dự Euro nữ. Năm 2011, Pháp đã xuất sắc giành vị trí thứ tư tại World Cup nữ, đây là thành tích tốt nhất trong lịch sử của đội ở đấu trường thế giới. Ngay năm sau, đội tiếp tục đạt đến vị trí thứ tư tại giải bóng đá nữ Thế vận hội Mùa hè 2012.
Huấn luyện viên trưởng của đội tuyển nữ Pháp hiện tại là Hervé Renard, ông bắt đầu dẫn dắt đội từ tháng 3 năm 2023. Đội trưởng hiện tại là Wendie Renard. Đội tuyển nữ Pháp đang đứng ở vị trí thứ hai trên bảng xếp hạng bóng đá nữ FIFA.

## Thành tích tại các giải đấu quốc tế

### Giải vô địch bóng đá nữ thế giới
| Năm       | Thành tích               | Thứ hạng                 | Pld                      | W                        | D                        | L                        | GF                       | GA                       |
| --------- | ------------------------ | ------------------------ | ------------------------ | ------------------------ | ------------------------ | ------------------------ | ------------------------ | ------------------------ |
| 1991      | Không vượt qua vòng loại | Không vượt qua vòng loại | Không vượt qua vòng loại | Không vượt qua vòng loại | Không vượt qua vòng loại | Không vượt qua vòng loại | Không vượt qua vòng loại | Không vượt qua vòng loại |
| 1995      | Không vượt qua vòng loại | Không vượt qua vòng loại | Không vượt qua vòng loại | Không vượt qua vòng loại | Không vượt qua vòng loại | Không vượt qua vòng loại | Không vượt qua vòng loại | Không vượt qua vòng loại |
| 1999      | Không vượt qua vòng loại | Không vượt qua vòng loại | Không vượt qua vòng loại | Không vượt qua vòng loại | Không vượt qua vòng loại | Không vượt qua vòng loại | Không vượt qua vòng loại | Không vượt qua vòng loại |
| 2003      | Vòng bảng                | 9th                      | 3                        | 1                        | 1                        | 1                        | 2                        | 3                        |
| 2007      | Không vượt qua vòng loại | Không vượt qua vòng loại | Không vượt qua vòng loại | Không vượt qua vòng loại | Không vượt qua vòng loại | Không vượt qua vòng loại | Không vượt qua vòng loại | Không vượt qua vòng loại |
| 2011      | Hạng tư                  | 4th                      | 6                        | 2                        | 1                        | 3                        | 10                       | 10                       |
| 2015      | Tứ kết                   | 5th                      | 5                        | 3                        | 1                        | 1                        | 10                       | 3                        |
| 2019      | Tứ kết                   | 6th                      | 5                        | 4                        | 0                        | 1                        | 10                       | 4                        |
| 2023      | Tứ kết                   | 6th                      | 5                        | 3                        | 2                        | 0                        | 12                       | 4                        |
| 2027      | Chưa xác định            | Chưa xác định            | Chưa xác định            | Chưa xác định            | Chưa xác định            | Chưa xác định            | Chưa xác định            | Chưa xác định            |
| Tổng cộng | 5/9 Hạng tư              | 5/9 Hạng tư              | 24                       | 13                       | 5                        | 6                        | 44                       | 24                       |

### Thế vận hội Mùa hè
| Năm       | Thành tích               | Thứ hạng                 | Pld                      | W                        | D                        | L                        | GF                       | GA                       |
| --------- | ------------------------ | ------------------------ | ------------------------ | ------------------------ | ------------------------ | ------------------------ | ------------------------ | ------------------------ |
| 1996      | Không vượt qua vòng loại | Không vượt qua vòng loại | Không vượt qua vòng loại | Không vượt qua vòng loại | Không vượt qua vòng loại | Không vượt qua vòng loại | Không vượt qua vòng loại | Không vượt qua vòng loại |
| 2000      | Không vượt qua vòng loại | Không vượt qua vòng loại | Không vượt qua vòng loại | Không vượt qua vòng loại | Không vượt qua vòng loại | Không vượt qua vòng loại | Không vượt qua vòng loại | Không vượt qua vòng loại |
| 2004      | Không vượt qua vòng loại | Không vượt qua vòng loại | Không vượt qua vòng loại | Không vượt qua vòng loại | Không vượt qua vòng loại | Không vượt qua vòng loại | Không vượt qua vòng loại | Không vượt qua vòng loại |
| 2008      | Không vượt qua vòng loại | Không vượt qua vòng loại | Không vượt qua vòng loại | Không vượt qua vòng loại | Không vượt qua vòng loại | Không vượt qua vòng loại | Không vượt qua vòng loại | Không vượt qua vòng loại |
| 2012      | Hạng tư                  | 4th                      | 6                        | 3                        | 0                        | 3                        | 11                       | 8                        |
| 2016      | Tứ kết                   | 6th                      | 4                        | 2                        | 0                        | 2                        | 7                        | 2                        |
| 2020      | Không vượt qua vòng loại | Không vượt qua vòng loại | Không vượt qua vòng loại | Không vượt qua vòng loại | Không vượt qua vòng loại | Không vượt qua vòng loại | Không vượt qua vòng loại | Không vượt qua vòng loại |
| 2024      | Tứ kết                   | 6th                      | 4                        | 2                        | 0                        | 2                        | 6                        | 6                        |
| 2028      | Chưa xác định            | Chưa xác định            | Chưa xác định            | Chưa xác định            | Chưa xác định            | Chưa xác định            | Chưa xác định            | Chưa xác định            |
| 2032      | Chưa xác định            | Chưa xác định            | Chưa xác định            | Chưa xác định            | Chưa xác định            | Chưa xác định            | Chưa xác định            | Chưa xác định            |
| Tổng cộng | 3/8 Hạng tư              | 3/8 Hạng tư              | 14                       | 7                        | 0                        | 7                        | 24                       | 16                       |

### Giải vô địch bóng đá nữ châu Âu
| Năm       | Thành tích               | Thứ hạng                 | Pld                      | W                        | D                        | L                        | GF                       | GA                       |
| --------- | ------------------------ | ------------------------ | ------------------------ | ------------------------ | ------------------------ | ------------------------ | ------------------------ | ------------------------ |
| 1984      | Không vượt qua vòng loại | Không vượt qua vòng loại | Không vượt qua vòng loại | Không vượt qua vòng loại | Không vượt qua vòng loại | Không vượt qua vòng loại | Không vượt qua vòng loại | Không vượt qua vòng loại |
| 1987      | Không vượt qua vòng loại | Không vượt qua vòng loại | Không vượt qua vòng loại | Không vượt qua vòng loại | Không vượt qua vòng loại | Không vượt qua vòng loại | Không vượt qua vòng loại | Không vượt qua vòng loại |
| 1989      | Không vượt qua vòng loại | Không vượt qua vòng loại | Không vượt qua vòng loại | Không vượt qua vòng loại | Không vượt qua vòng loại | Không vượt qua vòng loại | Không vượt qua vòng loại | Không vượt qua vòng loại |
| 1991      | Không vượt qua vòng loại | Không vượt qua vòng loại | Không vượt qua vòng loại | Không vượt qua vòng loại | Không vượt qua vòng loại | Không vượt qua vòng loại | Không vượt qua vòng loại | Không vượt qua vòng loại |
| 1993      | Không vượt qua vòng loại | Không vượt qua vòng loại | Không vượt qua vòng loại | Không vượt qua vòng loại | Không vượt qua vòng loại | Không vượt qua vòng loại | Không vượt qua vòng loại | Không vượt qua vòng loại |
| 1995      | Không vượt qua vòng loại | Không vượt qua vòng loại | Không vượt qua vòng loại | Không vượt qua vòng loại | Không vượt qua vòng loại | Không vượt qua vòng loại | Không vượt qua vòng loại | Không vượt qua vòng loại |
| 1997      | Vòng bảng                | 6th                      | 3                        | 1                        | 1                        | 1                        | 4                        | 5                        |
| 2001      | Vòng bảng                | 6th                      | 3                        | 1                        | 0                        | 2                        | 5                        | 7                        |
| 2005      | Vòng bảng                | 6th                      | 3                        | 1                        | 1                        | 1                        | 4                        | 5                        |
| 2009      | Tứ kết                   | 8th                      | 4                        | 1                        | 2                        | 1                        | 5                        | 7                        |
| 2013      | Tứ kết                   | 5th                      | 4                        | 3                        | 1                        | 0                        | 8                        | 2                        |
| 2017      | Tứ kết                   | 6th                      | 4                        | 1                        | 2                        | 1                        | 3                        | 3                        |
| 2022      | Bán kết                  | 3rd                      | 5                        | 3                        | 1                        | 1                        | 10                       | 5                        |
| 2025      | Vượt qua vòng loại       | Vượt qua vòng loại       | Vượt qua vòng loại       | Vượt qua vòng loại       | Vượt qua vòng loại       | Vượt qua vòng loại       | Vượt qua vòng loại       | Vượt qua vòng loại       |
| Tổng cộng | 7/13 Bán kết             | 7/13 Bán kết             | 26                       | 11                       | 8                        | 7                        | 39                       | 34                       |

### UEFA Women's Nations League
| 2023–24   | A         | 2             | 1st           | 6             | 5             | 1             | 0             | 9             | 1             | Giữ nguyên vị trí | 2nd           | 2024      | Á quân        | 2             | 1             | 0             | 1             | 2             | 3             |
| 2025–26   | A         | Chưa xác định | Chưa xác định | Chưa xác định | Chưa xác định | Chưa xác định | Chưa xác định | Chưa xác định | Chưa xác định | Chưa xác định     | Chưa xác định | 2026      | Chưa xác định | Chưa xác định | Chưa xác định | Chưa xác định | Chưa xác định | Chưa xác định | Chưa xác định |
| Tổng cộng | Tổng cộng | Tổng cộng     | Tổng cộng     | 6             | 5             | 1             | 0             | 9             | 1             |                   |               | Tổng cộng | Á quân        | 2             | 1             | 0             | 1             | 2             | 3             |

## Cầu thủ

### Đội hình hiện tại
Đội hình 22 cầu thủ được triệu tập tham dự Thế vận hội Mùa hè 2024, trong đó Solène Durand, Ève Périsset, Léa Le Garrec và Vicki Bècho là 4 cầu thủ dự phòng.
Số trận thi đấu và bàn thắng được tính chính xác đến ngày 3 tháng 8 năm 2024, sau trận đấu với Brasil.
| Số | VT | Cầu thủ                    | Ngày sinh (tuổi)  | Trận | Bàn | Câu lạc bộ          |
| -- | -- | -------------------------- | ----------------- | ---- | --- | ------------------- |
| 1  | TM | Constance Picaud           | 5 tháng 7, 1998   | 9    | 0   | Fleury              |
| 16 | TM | Pauline Peyraud-Magnin     | 17 tháng 3, 1992  | 57   | 0   | Juventus            |
| 22 | TM | Solène Durand              | 20 tháng 11, 1994 | 4    | 0   | Sassuolo            |
|    |    |                            |                   |      |     |                     |
| 2  | HV | Maëlle Lakrar              | 27 tháng 5, 2000  | 21   | 3   | Real Madrid         |
| 3  | HV | Wendie Renard (đội trưởng) | 20 tháng 7, 1990  | 163  | 38  | Lyon                |
| 4  | HV | Estelle Cascarino          | 5 tháng 2, 1997   | 16   | 1   | Juventus            |
| 5  | HV | Élisa De Almeida           | 11 tháng 1, 1998  | 37   | 4   | Paris Saint-Germain |
| 7  | HV | Sakina Karchaoui           | 26 tháng 1, 1996  | 79   | 2   | Paris Saint-Germain |
| 13 | HV | Selma Bacha                | 9 tháng 11, 2000  | 36   | 2   | Lyon                |
| 18 | HV | Griedge Mbock Bathy        | 26 tháng 2, 1995  | 85   | 8   | Paris Saint-Germain |
| 21 | HV | Ève Périsset               | 24 tháng 12, 1994 | 61   | 4   | Chelsea             |
|    |    |                            |                   |      |     |                     |
| 6  | TV | Amandine Henry             | 28 tháng 9, 1989  | 109  | 14  | Utah Royals         |
| 8  | TV | Grace Geyoro               | 2 tháng 7, 1997   | 87   | 17  | Paris Saint-Germain |
| 14 | TV | Sandie Toletti             | 13 tháng 7, 1995  | 60   | 3   | Real Madrid         |
| 15 | TV | Kenza Dali                 | 31 tháng 7, 1991  | 72   | 13  | Aston Villa         |
| 19 | TV | Léa Le Garrec              | 9 tháng 7, 1993   | 15   | 2   | Cầu thủ tự do       |
|    |    |                            |                   |      |     |                     |
| 9  | TĐ | Eugénie Le Sommer          | 18 tháng 5, 1989  | 195  | 93  | Lyon                |
| 10 | TĐ | Delphine Cascarino         | 5 tháng 2, 1997   | 68   | 14  | San Diego Wave      |
| 11 | TĐ | Kadidiatou Diani           | 1 tháng 4, 1995   | 106  | 28  | Lyon                |
| 12 | TĐ | Marie-Antoinette Katoto    | 1 tháng 11, 1998  | 45   | 35  | Paris Saint-Germain |
| 17 | TĐ | Sandy Baltimore            | 19 tháng 2, 2000  | 33   | 3   | Chelsea             |
| 20 | TĐ | Vicki Bècho                | 3 tháng 10, 2003  | 16   | 2   | Lyon                |

### Triệu tập gần đây
Các cầu thủ dưới đây cũng được triệu tập vào đội tuyển trong 12 tháng qua.
| Vt | Cầu thủ              | Ngày sinh (tuổi)  | Số trận | Bt | Câu lạc bộ          | Lần cuối triệu tập                              |
| --- | -------------------- | ----------------- | ------- | -- | ------------------- | ----------------------------------------------- |
| TM | Marie Petiteau       | 12 tháng 6, 2002  | 0       | 0  | Montpellier         | v. Bồ Đào Nha, 5 tháng 12 năm 2023              |
| |                      |                   |         |    |                     |                                                 |
| HV | Thiniba Samoura      | 11 tháng 2, 2004  | 1       | 0  | Paris Saint-Germain | Thế vận hội Mùa hè 2024 PRE                     |
| HV | Jade Le Guilly       | 18 tháng 6, 2002  | 0       | 0  | Paris Saint-Germain | v. Thụy Điển, 9 tháng 4 năm 2024                |
| HV | Hillary Diaz         | 24 tháng 6, 2004  | 1       | 0  | Bordeaux            | v. Bồ Đào Nha, 5 tháng 12 năm 2023              |
| HV | Aïssatou Tounkara    | 16 tháng 3, 1995  | 40      | 3  | Paris Saint-Germain | Giải vô địch bóng đá nữ thế giới 2023           |
| |                      |                   |         |    |                     |                                                 |
| TV | Inès Benyahia        | 26 tháng 5, 2003  | 0       | 0  | Lyon                | Thế vận hội Mùa hè 2024 PRE                     |
| TV | Amel Majri           | 25 tháng 1, 1993  | 74      | 11 | Lyon                | Vòng chung kết UEFA Women's Nations League 2024 |
| TV | Oriane Jean-François | 14 tháng 8, 2001  | 5       | 0  | Chelsea             | v. Áo, 26 tháng 9 năm 2023                      |
| TV | Laurina Fazer        | 13 tháng 10, 2003 | 3       | 0  | Paris Saint-Germain | v. Áo, 26 tháng 9 năm 2023                      |
| |                      |                   |         |    |                     |                                                 |
| TĐ | Julie Dufour         | 29 tháng 1, 2001  | 6       | 0  | Paris FC            | Thế vận hội Mùa hè 2024 PRE                     |
| TĐ | Louna Ribadeira      | 18 tháng 8, 2004  | 1       | 0  | Paris FC            | Thế vận hội Mùa hè 2024 PRE                     |
| TĐ | Clara Matéo          | 28 tháng 11, 1997 | 29      | 4  | Paris FC            | Vòng chung kết UEFA Women's Nations League 2024 |
| TĐ | Viviane Asseyi       | 20 tháng 11, 1993 | 66      | 14 | West Ham United     | v. Bồ Đào Nha, 5 tháng 12 năm 2023              |
| TĐ | Melvine Malard       | 28 tháng 6, 2000  | 22      | 6  | Manchester United   | v. Bồ Đào Nha, 5 tháng 12 năm 2023              |
| TĐ | Mathilde Bourdieu    | 15 tháng 4, 1999  | 1       | 0  | Paris FC            | v. Na Uy, 31 tháng 10 năm 2023                  |
| TĐ | Naomie Feller        | 6 tháng 11, 2001  | 6       | 1  | Real Madrid         | Giải vô địch bóng đá nữ thế giới 2023           |
| - INJ = Rút lui vì chấn thương - PRE = Chỉ nằm trong danh sách sơ bộ - WD = Rút lui vì lí do không liên quan đến chấn thương - RET = Đã giã từ đội tuyển quốc gia |                      |                   |         |    |                     |                                                 |

## Kỷ lục
Số liệu thống kê tính đến ngày 31 tháng 7 năm 2024, sau trận đấu với New Zealand.
Những cầu thủ in đậm vẫn đang thi đấu cho đội tuyển Pháp.
| #  | Cầu thủ             | Sự nghiệp | Ra sân | Bàn thắng |
| -- | ------------------- | --------- | ------ | --------- |
| 1  | Sandrine Soubeyrand | 1997–2013 | 198    | 17        |
| 2  | Eugénie Le Sommer   | 2009–nay  | 194    | 93        |
| 3  | Élise Bussaglia     | 2003–2019 | 192    | 30        |
| 4  | Laura Georges       | 2001–2018 | 188    | 7         |
| 5  | Camille Abily       | 2001–2017 | 183    | 37        |
| 6  | Gaëtane Thiney      | 2007–2019 | 163    | 58        |
| 7  | Wendie Renard       | 2011–nay  | 162    | 38        |
| 8  | Sonia Bompastor     | 2000–2012 | 156    | 19        |
| 9  | Sarah Bouhaddi      | 2004–2020 | 149    | 0         |
| 10 | Louisa Nécib        | 2005–2016 | 145    | 36        |

| #  | Cầu thủ                 | Sự nghiệp | Bàn thắng | Ra sân | Hiệu suất |
| -- | ----------------------- | --------- | --------- | ------ | --------- |
| 1  | Eugénie Le Sommer       | 2009–nay  | 93        | 194    | 0.48      |
| 2  | Marinette Pichon        | 1994–2008 | 81        | 112    | 0.72      |
| 3  | Marie-Laure Delie       | 2009–2017 | 65        | 123    | 0.53      |
| 4  | Gaëtane Thiney          | 2007–2019 | 58        | 163    | 0.36      |
| 5  | Wendie Renard           | 2011–nay  | 38        | 162    | 0.23      |
| 6  | Camille Abily           | 2001–2017 | 37        | 183    | 0.2       |
| 7  | Louisa Nécib            | 2005–2016 | 36        | 145    | 0.25      |
| 8  | Marie-Antoinette Katoto | 2018–nay  | 35        | 44     | 0.8       |
| 9  | Élodie Thomis           | 2005–2017 | 32        | 141    | 0.23      |
| 10 | Hoda Lattaf             | 1997–2007 | 31        | 111    | 0.28      |